# الیت ایرویز
الیت ایرویز (به انگلیسی: Elite Airways) یک شرکت هواپیمایی با کد یاتا 7Q است. دفتر مرکزی الیت ایرویز در پورتلند، مین، ایالات متحده آمریکا واقع شده‌است و قطب این شرکت هواپیمایی در فرودگاه بین‌المللی ملبورن قرار دارد.